# Ernest Giralt

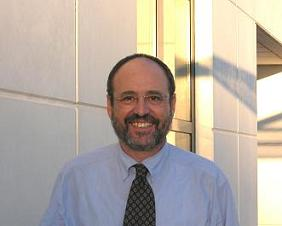
Ernest Giralt

Ernest Giralt i Lledó (* 1948 in Vildecans) ist ein spanischer Biochemiker. Er war Hochschullehrer am Institute for Research in Biomedicine (IRB) in Barcelona.
Giralt studierte an der Universität Barcelona Chemie, erhielt einen DEA in organischer Chemie an der Universität Montpellier und wurde an der Universität Barcelona promoviert. 2005 bis zur Emeritierung 2020 war er Leiter des Peptid- und Protein-Labors am IRB und er war außerdem Professor für organische Chemie an der Universität Barcelona.
Giralt befasst sich mit Peptid-Synthese und -Strukturbestimmung und speziell der Verwendung von NMR zum Studium komplexer molekularer Erkennungsmechanismen. Er entwickelte spezielle Liganden für die Wechselwirkung von Peptiden mit Proteinoberflächen für mögliche therapeutische Zwecke (zum Beispiel Transport von Medikamenten in die Zelle oder über die Blut-Hirn-Schranke für die Behandlung von Nervenkrankheiten). Er veröffentlichte über 450 wissenschaftliche Aufsätze und Buchbeiträge und hält 20 Patente (Stand 2022).
1994 erhielt er den Leonidas Zervas Award, 2010 den Dimitrios Theodoropoulos Award, 2011 den nationalen Forschungspreis des spanischen Ministeriums für Wissenschaft und Innovation und 2021 den Novartis Chemistry Leadership Award. 2014 erhielt er den Josef Rudinger Memorial Award und im selben Jahr die Max-Bergmann-Medaille (für molekulare Erkennung auf Protein-Oberflächen) und den Premi Ciutat de Barcelona (Preis der Stadt Barcelona).
Er war eines der Gründungsmitglieder der European Peptide Society.

## Schriften
- mit Fernando Albericio, Paul Lloyd-Williams: Chemical approaches to the synthesis of peptides and proteins, CRC Press 1997
- mit Mark Peczuh, Xavier Salvatella: Protein Surface Recognition: Approaches for Drug Discovery, Wiley 2011